# Операция ВСЮР в Чечне (март — апрель 1919)
Операция ВСЮР в Чечне (март — апрель 1919) — карательная операция войск генерала Деникина в плоскостной Чечне. 

## Политическая ситуация
После завершения кампании на Северном Кавказе перед белым командованием оставалось ещё несколько частных задач, одной из которых было подчинение Чечни, давшей приют остаткам красных войск и их руководителям: Г. К. Орджоникидзе, Н. Ф. Гикало, А. З. Дьякову и др. К тому же нужно было восстановить железнодорожное сообщение на участке Грозный — Петровск-Порт, где чеченцы разрушили полотно в обе стороны от Гудермеса.
Политическая ситуация в Чечне была непростой. В отличие от ингушей, целиком стоявших на стороне большевиков, среди чеченцев не было единства. Чеченский национальный совет раскололся в начале 1918 на две части: пробольшевистский Гойтинский во главе с Т. Э. Эльдархановым и антибольшевистский Атагинский во главе с И. М. Чуликовым.
14 февраля в Грозный явились «губернатор» и «командующий войсками», назначенные Горским меджлисом, и пожелали вступить в управление городом и краем. Им было сказано, что Добровольческая армия не признает Горского правительства. Тогда упомянутое правительство направило в Екатеринодар делегацию во главе с «председателем союзного совета» Темирхановым. Эта делегация не была принята Деникиным, так как демонстративно отказалась встречаться с главноначальствующим Терско-Дагестанского края генералом В. П. Ляховым. В Пятигорск к Ляхову поехал на переговоры председатель правительства П. Т. Коцев.
Переговоры зашли в тупик, так как Горское правительство требовало передать ему власть на Северо-восточном Кавказе, опираясь при этом на поддержку англичан и Азербайджана, а белые требовали отставки этого правительства и предлагали собрать съезд, который бы избрал помощника главноначальствующего по делам горцев и членов совета при главноначальствующем. Горцам Деникин обещал автономию.
Однако дважды назначавшийся съезд чеченских представителей в Грозном не состоялся из-за отказа аулов Гойты и Шали, державших сторону большевиков и приютивших разбитых красных, прислать своих представителей.
Большевистская агитация и деятельность эмиссаров Горского правительства привели к волнениям в Чечне, снова было прервано железнодорожное сообщение с Петровском, так как чеченцы устроили крушение двух ремонтных поездов. Начиналось восстание, центром которого стал аул Гойты. Так как осложнившаяся обстановка на Дону и Маныче требовала спешной переброски войск на север, дальнейшие переговоры становились уже не просто бесполезными, но и опасными, и было решено подавить мятеж силой.

## Военные действия
1-я конная дивизия генерала П. Н. Шатилова стояла на северном берегу Сунжи, перекинув свои передовые части на южный берег. Одна бригада была сосредоточена у Михайловской, а другая у Грозного. Промежуток занимался формировавшимися частями терцев. Для проведения операции в Чечне Шатилов был подчинён генералу В. П. Ляхову, недавно назначенному главноначальствующим и командующим войсками Терско-Дагестанского края. В распоряжение Шатилова были переданы только что сформированные две Терские пластунские бригады под командованием генералов И. И. Хазова и Д. П. Драценко.
В середине марта Ляхов отдал приказ о наступлении в плоскостной Чечне. Шатилов считал необходимым направить главный удар на аул Гойты, военный центр пробольшевистских сил, однако на помощь гойтинцам пришли жители соседних аулов и в боях 20—21 марта белые потерпели поражение и отступили в Грозный. Через несколько дней Шатилов был ранен во время разведки и временно дивизию принял полковник Пугинин. Он повторил маневр Шатилова в ауле Гойты и тоже неудачно; сам полковник Пугинин в этом сражении погиб.
Поскольку кавалерийским наскоком решить проблему не удалось, белые начали проведение планомерной операции. К концу марта 1919 в станице Ермоловской (ныне Алхан-Кала) был сосредоточен отряд, состоявший из 1-й конной дивизии, терских пластунских бригад, 7-го кубанского пластунского батальона, Терской конной батареи, 2-й и 3-й конных батарей 1-го Конно-Артиллерийского дивизиона, отдельной конно-горной батареи и батареи 48-линейных гаубиц. Всего — до 4 тысяч человек при 12 орудиях и примерно 50 пулемётах.
28 марта Шатилов получил пулю в ногу при проведении рекогносцировки возле станицы Ермоловской, после чего отправился на лечение в Екатеринодар, сдав командование заместителю, генералу Драценко.
План Драценко состоял в следующем: взять первую линию чеченских аулов по реке Сунже и сровнять их с землёй, после чего отойти в исходное положение и предложить переговоры, а в случае неудачи переговоров повторить операцию со второй линией аулов.
Первой целью был Алхан-Юрт. Незадолго до начала операции белые видели в бинокли из Ермоловской комиссара Гикало, приехавшего в аул на митинг.
Ночью 29 марта войска переправились на чеченский берег с конно-горной батареей, которая должна была с короткой дистанции обеспечивать наступление пехоты на аул. Другие батареи были выставлены на господствующих высотах на северном берегу для обстрела Алхан-Юрта.
Конница обеспечивала операцию с юго-востока от аула Гойты и с юго-запада от аулов Гехи и Валерик, кроме того отрезала сообщение аула Алхан-Юрт с тылом.
Кубанский пластунский батальон атаковал с северо-запада, терский — с северо-востока.
При штурме этого аула войска столкнулись с сильным сопротивлением. Чеченцы заняли ломанную линию обороны, используя естественные складки местности. Это позволяло им встречать противника сильным перекрестным огнём и не давало артиллерии вести прицельную стрельбу.
Винтовочный огонь чеченцев отличался

необыкновенной меткостью, почти все ранения у пластунов в верхней части туловища, то есть смертельные. Меткий огонь чеченцев уже на дистанции 1000 <метров> заставил пластунов прибегнуть к перебежкам одиночными бойцами.— Писарев А. Л., с. 319.
Наступающая пехота не могла корректировать огонь артиллерии, сообщая, что противник стреляет со всех сторон.

Приданные пехоте наши передовые наблюдатели давали аналогичные ответы; в большинстве будучи кадровыми офицерами, прошедшими школу великой войны, они приходили в профессиональный восторг от обороны чеченцев. Все вышеизложенное заставляло пластунов нести солидные потери при штурме первой линии, особенно правый кубанский батальон, который потерял убитыми и ранеными значительное число офицеров и пластунов.— Писарев А. Л., с. 320.
Артиллеристы нашли выход, сосредотачивая огонь перед фронтом наступающих батальонов. К 14 часам дня казаки приблизились на 250—300 метров к северной окраине аула. В 14:30 артиллерия начала обстрел северной окраины, через 15 минут перенесла огонь вглубь поселения, а пластуны атаковали северную и северо-восточную окраины аула. Они поджигали все, что могло гореть, чтобы линия пожара указывала артиллерии район продвижения войск. Чеченцы местами оказывали упорное сопротивление. К вечеру аул был занят. Пленных не брали. Нескольким чеченцам конница позволила убежать, чтобы они рассказали своим соплеменникам об участи защитников Алхан-Юрта. По словам Деникина, чеченцы потеряли до тысячи человек.

Аул весь был предан огню и горел всю ночь и следующий день. Освещая ночью далеко равнину Чечни, напоминая всем непокорным, что их ожидает завтра.— Писарев А. Л., с. 321.
На следующий день Драценко атаковал Валерик. Там сопротивление было значительно слабее, так как большая часть жителей покинула аул и оборону держали только самые отчаянные джигиты. Аул удалось взять без применения артиллерии. Все защитники были перебиты, а Валерик сожжен.
Военные действия продолжались до 9 апреля, затем чеченцы согласились на переговоры и войска оттянулись в Ермоловскую и Грозный.

## Съезд Чеченского народа
Ляхов в третий раз назначил чеченский съезд, пригласив присутствовать на нём и Коцева. К назначенному дню Деникин прибыл в Грозный вместе с английским представителем генералом Бриггсом. Коцев не приехал. Вместо него Горский совет направил «трех лиц во главе с ярким русофобом и полубольшевиком своим председателем Каплановым для переговоров с командованием». Однако делегация, узнав о событиях в Чечне, задержалась в Шали, не решаясь проехать в Грозный. Из Шали Капланов сообщил Деникину, что «никакие переговоры с отдельными племенами или селениями не имеют в глазах Горского союза никакой определённой силы». Деникин, в свою очередь, не признавая полномочий горского правительства, не собирался вести с ним переговоры о судьбе кавказских народов.
Вскоре стало известно, что переговоры, если бы они даже и состоялись, были бы бесполезны, так как инструкция, данная делегации на секретном заседании меджлиса, гласила: 1) потребовать от Добровольческой армии очищения всей горской территории; 2) никакого сотрудничества с армией Деникина; 3) роспуск всех мобилизованных горцев. Это, по словам Деникина, было напечатано в официозе «Вестник Горской республики» от 12—16 апреля 1919.
11 апреля в Грозном открылся "Съезд Чеченского народа", к которому обратились Деникин и английский представитель в Закавказье генерал Ч. Бриггс. Деникин призывал чеченцев выдать большевистских комиссаров и награбленное красноармейцами, обещая взамен пощадить взятых в плен местных лидеров. Чеченцам было предоставлено самоуправление, правителем Чечни и одновременно Помощником Главноначальствующего краем генерал-лейтенанта Ляхова был избран горцами генерал Э. Алиев, при котором действовало своеобразное правительство — Горский совет. Помощником Алиева стал Чуликов.
По словам Деникина, в съезде участвовали представители всего Грозненского округа и пяти аулов Веденского. Они с одинаковым недоверием относились и к меджлису, и к добровольцам. Большевики вызывали у них большую симпатию, так как не мешали расправам над терскими казаками и русскими. Теперь они боялись мести и разосланная по аулам листовка с речью Коцева, в которой он заявлял, что в Терскую область будет назначен генерал-губернатор из казаков, сильно их взбудоражила. Деникин пишет, что пункт о казачьем генерал-губернаторе Коцев прибавил от себя к перечню ультимативных требований, предъявленных в феврале генералом А. А. Гейманом ингушскому народу,старшины 12 плоскостных ингушских аулов , испугавшись расправы подчинились ультиматуму, мелкие стычки вблизи аула Долаково закончились сожжением нескольких жилишь , что привело в безусловному послушанию туземцев требованиям Коцева. Ни Ляхов, ни сменивший его Эрдели не принадлежали к казачьему сословию.

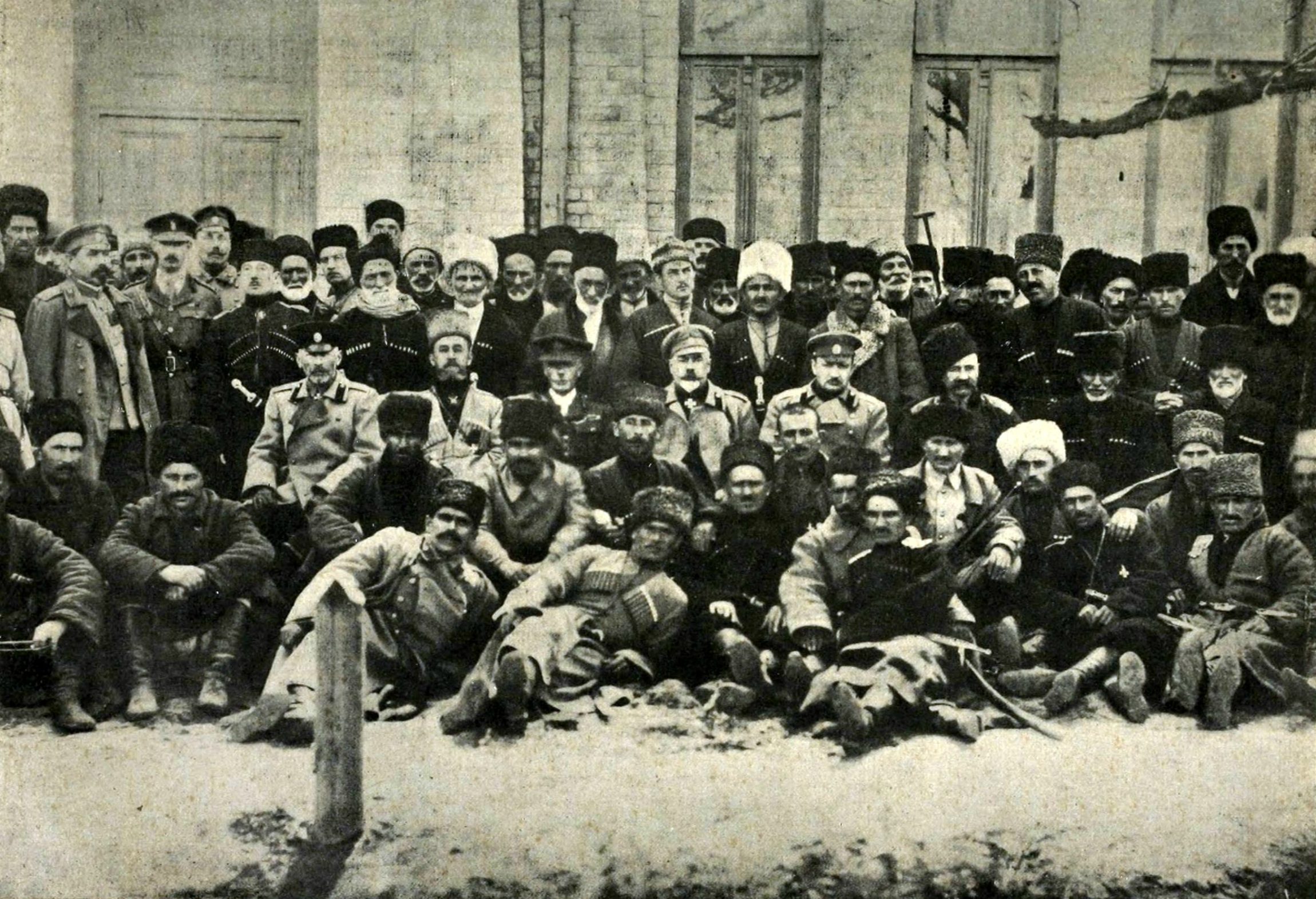
Деникин на Съезде чеченского народа в Грозном. В центре, слева направо, генералы: Алиев, Ляхов, Бриггс, Деникин, Романовский, Вдовенко.

Деникин повторил перед съездом требования генерала Ляхова, невыполнение которых и вызвало карательные акции. Требования были следующими:
1. Подчиниться управлению Добрармии, сохраняя внутреннее самоуправление.
2. Выдать красноармейцев — главарей большевиков и абреков.
3. Выдать артиллерию и пулемёты.
4. Выдать все награбленное и увезенное в Чечню красноармейцами. Возвратить все похищенные железнодорожные материалы.
5. Доставить на ближайшие станции и в аул Алды продовольствие для войск за справедливую плату.
6. Возвратить разграбленное имущество Новогрозненских промыслов.
7. Возвратить жителям Грозного все свезенное в Чечню на хранение их собственное имущество (так деликатно было названо похищенное чеченцами).
Присутствие генерала Бриггса было нужно для того, чтобы развеять у горцев иллюзии относительно английской помощи против Деникина. Бриггс заявил на съезде, что Англия поддерживает Добровольческую армию и советовал чеченцам дать возможность исправить железную дорогу, прекратить междоусобицу и помочь в борьбе с большевиками.
После краткого совещания собрание приняло условия Деникина.

## Окончание операции
Не вся плоскостная Чечня приняла требования белых. Особенную враждебность проявили аулы Цоцин-Юрт и Гудермес, по которым требовалось нанести удар, дабы обеспечить безопасность железной дороги.
В середине апреля Драценко атаковал Цоцин-Юрт. Чеченцы пытались повторить метод обороны Алхан-Юрта, но так как местность перед аулом была ровная, им пришлось вырыть ряд окопов, которые русские накрыли огнём 48-линейных гаубиц, перемешавшим защитников с землёй. Атака пластунов оттеснила чеченцев к аулу, после чего Драценко приостановил наступление. Чеченцы сдались и войска были отведены в Грозный.
После этого несколько дней шли переговоры с жителями Гудермеса. Когда стало ясно, что чеченцы их затягивают, готовясь к обороне, Драценко на Страстной неделе выступил на Гудермес, проведя войска по развалинам уничтоженной чеченцами в 1917 станицы Кахановской. Гудермес был сильно укреплён и белые опасались больших потерь при штурме. На высоте к западу от аула чеченцы вырыли окопы, но артиллерия засыпала их шрапнелью. Защитники окопов, понеся большие потери, выскочили из них и рассыпались по высоте. Однако скат высоты был обращён к белым и пехота легко выкашивала чеченцев пулемётным огнём.
Тем временем левый фланг пластунов ворвался на окраину аула и поджег её. Чеченцы, увидев пламя, немедленно подняли белый флаг и выслали парламентеров, умолявших об одном — «не жечь аул». Драценко отменил штурм и вернулся в Грозный.
Позднее было проведено ещё несколько военных акций. Аул Шали, где собрались дагестанцы, посланные Горским правительством, был обложен войсками, и жители прогнали дагестанцев под угрозой разрушения аула.

## Итоги
Деникину удалось на некоторое время усмирить плоскостную Чечню и восстановить движение по железной дороге. Поддерживавшие белых аулы Мескер-Юрт, Герменчук, Белгатой, Новые Атаги, Дуба-Юрт организовали из своих жителей Чеченский конный полк, позднее развернутый в дивизию. Однако большевистские комиссары укрылись в горных районах, где благополучно дождались прихода Красной армии в марте 1920. Под влиянием пропаганды агентов большевиков и Горского правительства, чеченцы с плоскости начали перебираться в горы. По данным контрразведки, уже в мае Узун-Хаджи и А. Д. Шерипов начали формирование отрядов для нападения на Грозный. В августе в Чечне началось крупное восстание.
В военном плане чеченцы на своей территории были довольно сильным противником, однако, незнакомые с возможностями современной артиллерии, были обречены на поражение.